# 唐毅 (1903年)

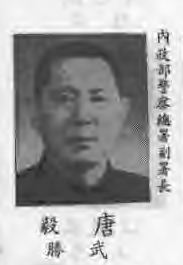
民國37年出版的《第一屆國民大會專輯》中的唐毅肖像

唐毅（1903年11月17日—1973年6月30日），四川省定遠縣復興鄉（德清里一甲宋家坝）人，名化潤，更名毅，字令果，號野涵。曾任四川省警察局局長、陪都重慶市警察局局長、內政部警察總署副署長，當選為行憲後第一屆國民大會代表。

## 經歷
- 四歲啟蒙。
- 十一歲四書五經卒業。
- 十二歲入武勝縣立高等小學
- 十三歲入重慶聯合中學
- 十四歲轉入川東聯立師範學校，畢業後考入四川法政專門學校，二十一歲畢業。
- 中央警官學校高等研究班第一期結業
- 革命實踐研究院結業
- 民國10年（1921年），武勝縣一小教員
- 民國11年（1922年），武勝縣二小（烈面）教員
- 合川縣立中學教員
- 約民國13年（1924年）至民國15年（1926年），四川陸軍第三師陳鼎勳部一團何智余部團部參謀，隨軍轉戰到綿陽、梓潼、江油，彰明一帶。曾作江彰的田賦處長。
- 四川剿匪總司令部情報處副處長
- 四川剿匪總部軍法處長
- 民國19年（1930年），國民革命軍第二十軍（川軍）第五師（向成傑部）師部秘書、酉秀黔彭四縣稅捐處長、酉陽縣縣長
- 民國21年（1932年），成都警備司令部情報處諜報股主任
- 四川省政府主任秘書、四川省縣政人員訓練所同學調查處主任、成都興中日報社長。
- 民國27年（1938年），中央訓練團黨政訓練班第三期結業，同年出任四川省會警察局長。
- 川康綏靖公署軍法處長
- 民國29年（1940年），轉任陪都重慶市警察局長，時當抗戰重要關頭，日寇逐日對陪都大肆轟炸，救死扶傷，摘奸發伏，支援前線，安定後方，無不竭力以赴，厥功至偉。
- 民國32年（1943年），調任委員長侍從室少將武官，旋奉派兼任中央警官學校副教育長，襄辦警政高等教育班教育工作。
- 民國33年（1944年）7月13日，任重慶市知識青年從軍徵集委員會總幹事[2]，冬，復任重慶市警察局長
- 軍務局專門委員
- 民國36年（1947年）冬，參加武勝縣國大代表選舉，得多數112674票當選。[3]
- 民國37年（1948年），內政部警察總署副署長.
- 民國38年（1949年），總統蔣中正引退，辭職返川。是年底，撤遷台灣，奉派擔任臺灣省政府顧問，兼省民防委員會秘書長，對戶警工作，貢獻均多。
- 繼復奉派為國家安全局顧問，並膺聘為臺灣證券交易所顧問。
- 臺灣省反共保民動員委員會秘書長。
- 民國62年（1973年）6月30日在臺北市馬偕紀念醫院病故，享年七十一歲。[4]安葬於陽明山第一公墓。

先生先後榮獲之勛獎，計景星勳章、中正獎章、光華獎章、勝利勳章、陸海空軍獎章、干城獎章、警察獎章等多座.

### 旌忠狀
旌忠状

茲有 陸軍少將唐毅 於民國 六十二 年 六 月 三十 日 在 臺北市積勞病故
忠貞為國 殊堪旌揚 特頒此狀 永垂示範
此狀

總統　蔣中正
民國 六十二 年 七 月 十四 日

### 家世
先世於清初自湖北遷四川，居於武勝。曾祖唐中孚，多義行。太平天國之役，石達開竄川，鄉里慘遭兵燹。平亂後，祖唐濟川，以家助閭閻重建，縣令讚賞其義行，改其鄉名曰復興鄉。父唐德新（鼎山），少年科第（廩生），兩任縣丞，教諭，主持武勝縣印山書院。民國初年，任武勝縣議會議長及視學。
唐毅於昆弟三人中居長，皆太夫人邱氏所出。兄弟均以才能著稱，而唐毅尤為魁傑，天姿聰穎，沈毅篤實，少卓犖有大志。仲弟化清。三弟化治（敬生），中央陸軍軍官學校畢業，曾任暫編第九師師長。
元配陳氏早歿，子日蕃；繼配王映華女士係復興鄉初小教員；繼配林瑛女士係林森堂侄林茗侯先生之長女公子，在重慶結婚，由于右任院長福證，曾致贈賀聯..「齊家須努力」，「報國有同心」相期勉。子唐日榮。